# Polscy handlarze w Berlinie Zachodnim
Polscy handlarze w Berlinie Zachodnim – ludzie przebywający w Berlinie Zachodnim wskutek fali weekendowych wyjazdów Polaków do Berlina Zachodniego w latach 1989–1990 w celach handlowych, a ściślej sprzedaży polskich produktów, głównie wódki i papierosów. Liczbę handlujących oblicza się na 30–40 tys dziennie. W języku niemieckim nazywano ten handel Polenmarkt. Handlowano głównie w okolicach placu Poczdamskiego. Na wystąpienie zjawiska nałożyło się kilka czynników: bliskość Berlina Zachodniego, ułatwienia paszportowe od roku 1989, ruch bezwizowy, zła sytuacja ekonomiczna w Polsce w końcowej epoce komunizmu, korzystny dla tego typu handlu kurs waluty.

## Przyczyny
Berlin Zachodni był jedynym miejscem na Zachodzie, do którego Polacy (blok wschodni) mogli udawać się bez wiz, wyłącznie na podstawie paszportu. Dodatkowo w roku 1989 zmieniły się przepisy paszportowe, w związku z czym każdy Polak mógł otrzymać paszport. Co prawda przepisy odnośnie pobytu Polaków na terenie Republiki Federalnej Niemiec były dość restrykcyjne, np. musieli oni posiadać 50 marek niemieckich na każdy dzień pobytu i mieć zaproszenia, jednak te ograniczenia nie obowiązywały w Berlinie Zachodnim, w którym obywatele państw zwycięskich w II wojnie światowej mogli przebywać do 31 dni. Handlowanie przez Polaków miało istotne przyczyny gospodarcze, powodujące, że było to dla nich bardzo opłacalne – ciężka sytuacja ekonomiczna w Polsce oraz korzystny kurs marki.

## Miejsce
Handlowano głównie w rejonie placu Poczdamskiego, w okolicach muru berlińskiego, a autobusy parkowano przy alei 17 lipca. W szczytowym momencie do Berlina przyjeżdżało dziennie 300 autokarów z Polski, poza tym przybywano kilkunastoma pociągami i samochodami osobowymi. Wśród sprzedających byli ludzie różnego wieku i profesji, w tym nauczyciele i lekarze.

## Handel
Towarem, sprzedawanym głównie z leżących na ziemi koców, w tym handlu było w zasadzie wszystko. Przeważały alkohol i papierosy, ale na handel wożono nawet masło, inną żywność, a nawet kury. Szczególną popularnością cieszyła się żubrówka. W świetle miejscowych przepisów handel miał charakter nielegalny; handlującym groziła konfiskata towaru i wiza administracyjna (pieczątka w paszporcie oznaczająca zakaz wjazdu do Berlina, tzw. misiek). Mimo takich zagrożeń Polacy masowo przyjeżdżali na handel, głównie z powodu trudnej sytuacji materialnej, a także korzystnego kursu marki zachodnioniemieckiej względem złotego. Przykładowo sprzedaż 20 bluzek, które w Polsce kosztowały ok. 2 marki, dawało zysk równy miesięcznemu zarobkowi, ok. 40 marek. Przeciętny dzienny utarg wynosił 20 marek.
Pieniądze przywożono do Polski lub kupowano na miejscu elektronikę i tanią żywność w sklepach Aldi albo w sklepach z elektroniką w pobliżu Potsdamer Platz założonych przez Polaków. Towary te często trafiały na bazary i targowiska w Polsce. Handel skończył się po reformach Leszka Balcerowicza, kiedy zmieniły się relacje cenowe i przestał być opłacalny.

## Reakcja berlińczyków
Reakcja berlińczyków początkowo była przyjazna lub obojętna, towary kupowali zarówno Niemcy, jak i emigranci. Ekonomiści przyznają, że polski handel działał pozytywnie na zachodnioberlińską gospodarkę. Niechęć pojawiła się dopiero, gdy rynek rozrósł się do dużych rozmiarów. O ile reakcja celników enerdowskich była raczej obojętna, polscy handlarze byli skrupulatnie kontrolowani przez celników zachodnioniemieckich. Samochody były drobiazgowo sprawdzane, zaglądano do bagażników, pod siedzenia. Nielegalny alkohol był konfiskowany i wlewany do ścieku. Niemniej jednak pokątny handel był przez władze Berlina tolerowany; socjaldemokratyczny burmistrz miasta Walter Momper mówił: Skoro tyle lat wzywaliśmy, by Wschód otworzył się na Zachód, to kiedy wreszcie się to stało, nie powinniśmy napuszczać na Polaków policji. Tymczasem bazar zaczynał irytować berlińczyków, głównie z uwagi na niewłaściwe zachowanie Polaków, zanieczyszczenia i dewastację zieleni miejskiej, toteż wzmożono kontrole, wprowadzono wizy administracyjne. Podnoszono problemy wywołane przez handel – prostytucję, brud, przestępczość. Nastroje nieprzyjazne Polakom zmieniły się dopiero po upadku w listopadzie 1989 roku muru berlińskiego.

## Handel w kulturze
Polski handel na ulicach Berlina Zachodniego był tematem piosenki zespołu Big Cyc Berlin Zachodni z 1990 roku.